# چیترای
چیترای (به فرانسوی: Chitray) یک کمون در فرانسه است که در اندر واقع شده‌است. چیترای ۱۹٫۹۴ کیلومتر مربع مساحت و ۱۶۳ نفر جمعیت دارد و ۹۸ متر بالاتر از سطح دریا واقع شده‌است.